# Pterostenella anatole
Pterostenella anatole is een zachte koraalsoort uit de familie Primnoidae. De koraalsoort komt uit het geslacht Pterostenella. Pterostenella anatole werd in 1989 voor het eerst wetenschappelijk beschreven door Bayer & Stefani. 